# 1995年度四台聯頒音樂大獎得獎名單
1995年度四台聯頒音樂大獎

## CASH 最佳中文流行歌曲獎
- 頒發場合：十大勁歌金曲頒獎典禮
- 歌曲：春光乍洩
- 歌手：黃耀明
- 作曲：黃耀明、蔡德才
- 作詞：林夕

## IFPI 唱片銷量大獎
- 頒發場合：叱咤樂壇流行榜頒獎典禮
- 大碟：這個冬天不太冷
- 歌手：張學友

## 傳媒大獎
- 頒發場合：新城勁爆頒獎禮
- 歌手：張學友
- 作曲家：黄耀明、蔡德才
- 填詞家：林夕